# 韋纘
韋 纘（い さん、466年 - 510年）は、北魏の官僚。字は遵彦。本貫は京兆郡杜陵県。

## 経歴
韋珍の長男として生まれた。13歳で中書学生となり、聡明俊敏で物の道理をわきまえていたため、博士の李彪に称賛された。秘書中散に任じられ、侍御中散に転じた。ときに孝文帝は名だたる沙門と談論を交わしていたが、韋纘はこれを記録して遺漏がなかったことから、帝に賞賛された。散騎侍郎の位を受け、太子中舎人に転じた。そのまま黄門を兼ね、さらに司徒右長史を兼ねた。まもなく長兼尚書左丞に転じた。景明元年（500年）、寿春の裴叔業が北魏に帰順し、尚書令の王粛が揚州刺史として寿春に出向することになった。韋纘は王粛に請われてその長史となり、平遠将軍の号を加えられ、梁郡太守を兼ねた。景明2年（501年）、王肅が死去すると、韋纘は宣武帝の命により揚州の事務を代行した。任城王元澄が王肅に代わって揚州刺史となると、韋纘は引き続き長史をつとめた。正始元年（504年）、韋纘は元澄出征の留守をまもっていたところ、南朝梁の将軍の姜慶真がその虚に乗じて寿春を襲撃し、その外郭を占拠した。まもなく奪回されたが、韋纘は罪に問われて免官された。永平3年（510年）、死去した。享年は45。

## 伝記資料
- 『魏書』巻45 列伝第33
- 『北史』巻26 列伝第14